# Известия
«Известия» (чит. Ізвєстія; укр. Вісті) — радянська та російська суспільно-політична і ділова щоденна газета, заснована в березні 1917-го.
За часів СРСР — офіційний друкований орган керівних структур Радянської влади, зокрема Верховної Ради СРСР. З серпня 1991-го стала незалежним засобом масової інформації, з 1996-го власниками газети є великі російські бізнес-структури. Нині газетою володіє медіахолдинг «Ньюс-Медіа», до якого також належить одіозний телеканал «LifeNews». Видавець газети — ТОВ «Айньюс».
ЗМІ заборонено до мовлення в Євросоюзі за маніпулювання інформацією та грубе спотворення фактів.

## Видання
Тематика газети — висвітлення подій в Росії та за кордоном, аналітика і коментарі, огляд питань бізнесу й економіки, подій культурного та спортивного життя. З 1960-го до 2000-го випускався щотижневий недільний додаток до газети — «Неделя» (випуск відновлений у січні 2006-го). З середини 2008-го санкт-петербурзькі «Известия» випускають також власний п'ятничний додаток «Неделя-Петербург».
Газета виходить як у друкованому, так і в електронному вигляді. Обсяг газети — 12—48 смуг, періодичність виходу — п'ять разів на тиждень з понеділка по п'ятницю. формат — А2. У лютому 2005-го американська газета «The New York Times» обрала «Известия» партнером для видання в Росії програми «The New York Times in Известия» без вилучень мовою оригіналу.
Головний редактор газети «Известия» — Сергій Коротєєв.
Голова ради директорів — Арам Габрелянов.

## Історія

### Радянський період

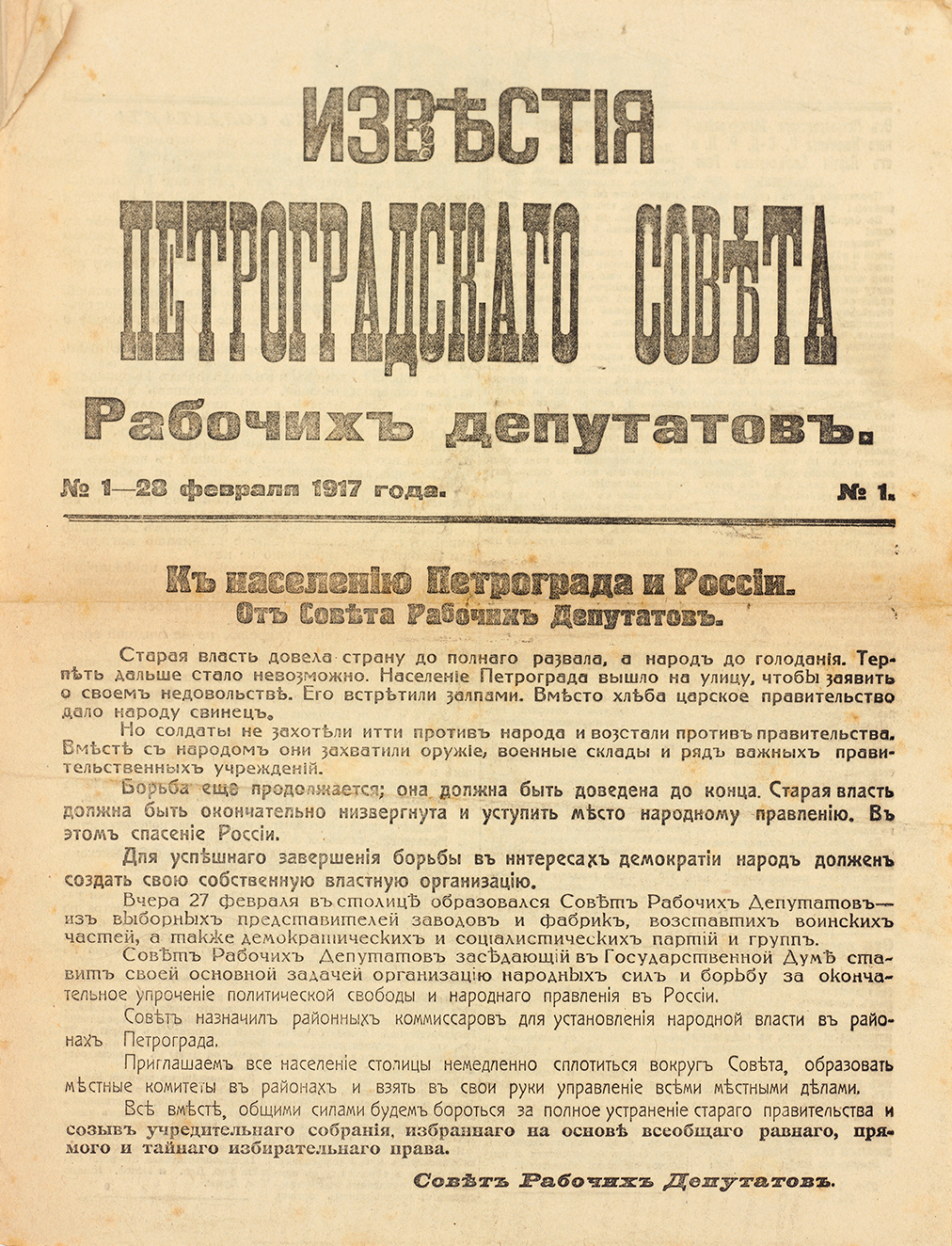
Перший номер газети «Известия»

Перший номер газети під назвою «Извѣстія Петроградскаго совѣта рабочихъ депутатовъ» вийшов 13 березня 1917 року в Петрограді як друкований орган Петроградської ради робітничих і солдатських депутатів. Редакція газети розмістилася у захопленій польськими революціонерами за наказом уповноваженого петроградської ради Володимира Бонч-Бруєвича будівлі друкарні, де виходила «Газета-копейка». З травня 1917 року — у Таврійському палаці, із серпня того ж року — на другому поверсі Смольного. На першій шпальті першого номера було надруковано звернення «Къ населенію Петрограда и Россіи. Отъ Совѣта Рабочихъ Депутатовъ».
З № 3 від 2 березня 1917 року газета виходила під назвою «Извѣстія Петроградскаго совѣта рабочихъ и солдатскихъ депутатовъ». З 1 серпня 1917 року газета стала виходити під назвою «Извѣстія Центральнаго Исполнительнаго Комитета и Петроградскаго совѣта рабочихъ и солдатскихъ депутатовъ». З 29 вересня (№ 184) — «Извѣстія ЦИК Совѣтовъ рабочихъ и солдатскихъ депутатовъ». У Москві видавалася газета «Извѣстія Московскаго Совѣта рабочихъ депутатовъ».
Після Жовтневого перевороту, з 9 листопада 1917 року «Известия» стали органом ВЦВК і Петроградської ради робітничих і солдатських депутатів. Газета набула статусу одного з офіційних друкованих органів нової влади — поряд з газетою «Газета Временнаго Рабочаго и Крестьянскаго Правительства», яка була «офіційним органом Ради Народних Комісарів». На її сторінках публікувалися основні документи більшовицького уряду: «Декрет про мир» і «Декрет про землю».
У зв'язку з переїздом більшовицького уряду до Москви газета стала видаватися там. Перший номер «Известий» у Москві, вийшов 12 березня 1918 року під назвою «Извѣстія Всероссійскаго Центральнаго Исполнительнаго Комитета Совѣтов Крестьянских, Рабочих, Солдатских и Казачьих Депутатов и Московскаго Совѣта Рабочих и Красноармейских Депутатов» (газета до 19 жовтня 1918 року продовжувала використовувати дореформену орфографію, але без літери «ъ»).
З 14 липня 1923 року «Известия» — орган ЦВК СРСР та ВЦВК.
Головний редактор газети Михайло Кожокін відзначав, що Ленін ставив «Известия» вище «Правди», оскільки та була органом Рад — «нової форми державної влади», а «Правда» була органом партії. В «Известиях» друкувалися всі декрети Раднаркому та інших органів центральної влади. Її наклад за Леніна був 400 тисяч примірників, а «Правди» — 150 тисяч.
З 26 січня 1938 року газета виходила під назвою «Известия Советов депутатов трудящихся СССР».
Першими редакторами «Известий» були Ю. М. Стеклов, І. І. Скворцов-Степанов, М. А. Савельєв. Найвищим рівнем газета вирізнялася у роки редакції Миколи Бухаріна та Олексія Аджубея.
У 1949 році газета нагороджена орденом Трудового Червоного Прапора, 1967 року у зв'язку з 50-річчям від дня виходу першого номера — орденом Леніна, 12 січня 1977 року газета нагороджена орденом Жовтневої Революції.
З 30 травня 1960 року на регулярній основі до ранкового випускався московський вечірній випуск газети з графіком підписання до друку о 15:00 (ранковий випуск наступного дня — о 16:45).
Останній номер московського вечірнього випуску «Известий» вийшов 29 січня 1993 року.
З січня 1982 року виходив також ранковий московський випуск газети з графіком підписання до друку о 22:00. Ранковий випуск, що підписувався до друку о 15:00, став називатися союзним (з 4 вересня 1990 року це найменування стало проставлятися на останній сторінці газети) і поширювався у всіх інших регіонах СРСР, включаючи Московську область.
Крім позначки «Московський випуск» або «Московський вечірній випуск» у заголовку газети (а з вересня 1990 року — також «Союзний випуск» або «Московський випуск» на останній сторінці), випуски маркувалися елементами оформлення: ромбиком (♦) у заголовку і колонтитулах союзного випуску та кружком (●) у заголовку і колонтитулах московського або московського вечірнього.

#### Назви
- 1917, лютий — «Извѣстія Петроградскаго Совѣта Рабочихъ Депутатовъ»
- 1917, березень-серпень — «Извѣстія Петроградскаго Совѣта Рабочихъ и Солдатскихъ Депутатовъ»
- 1917, серпень-вересень — «Извѣстія Центральнаго Исполнительнаго Комитета и Петроградскаго Совѣта Рабочихъ и Солдатскихъ Депутатовъ»
- 1917, вересень-жовтень — «Извѣстія Центральнаго Исполнительнаго Комитета Совѣтовъ Рабочихъ и Солдатскихъ Депутатовъ»
- 1917, жовтень — 1918, березень — «Извѣстія Всероссійскаго Центральнаго Исполнительнаго Комитета Совѣтов Крестьянских, Рабочих, Солдатских и Казачьих Депутатов и Петроградскаго Совѣта Рабочих и Красноармейских Депутатов»
- 1918, березень-жовтень — «Извѣстія Всероссійскаго Центральнаго Исполнительнаго Комитета Совѣтов Крестьянских, Рабочих, Солдатских и Казачьих Депутатов и Московскаго Совѣта Рабочих и Красноармейских Депутатов»
- 1918, жовтень — 1923 — «Известия ВЦИК и Московского Совета рабочих и солдатских депутатов»
- 1923—1938 — «Известия ЦИК СССР и ВЦИК Советов рабочих, крестьянских, красноармейских и казачьих депутатов»
- 1938—1977, жовтень — «Известия Советов депутатов трудящихся СССР»
- 1977, жовтень — 1991, серпень — «Известия Советов народных депутатов СССР»
- Від серпня 1991 року — «Известия»[8].

### Пострадянський період

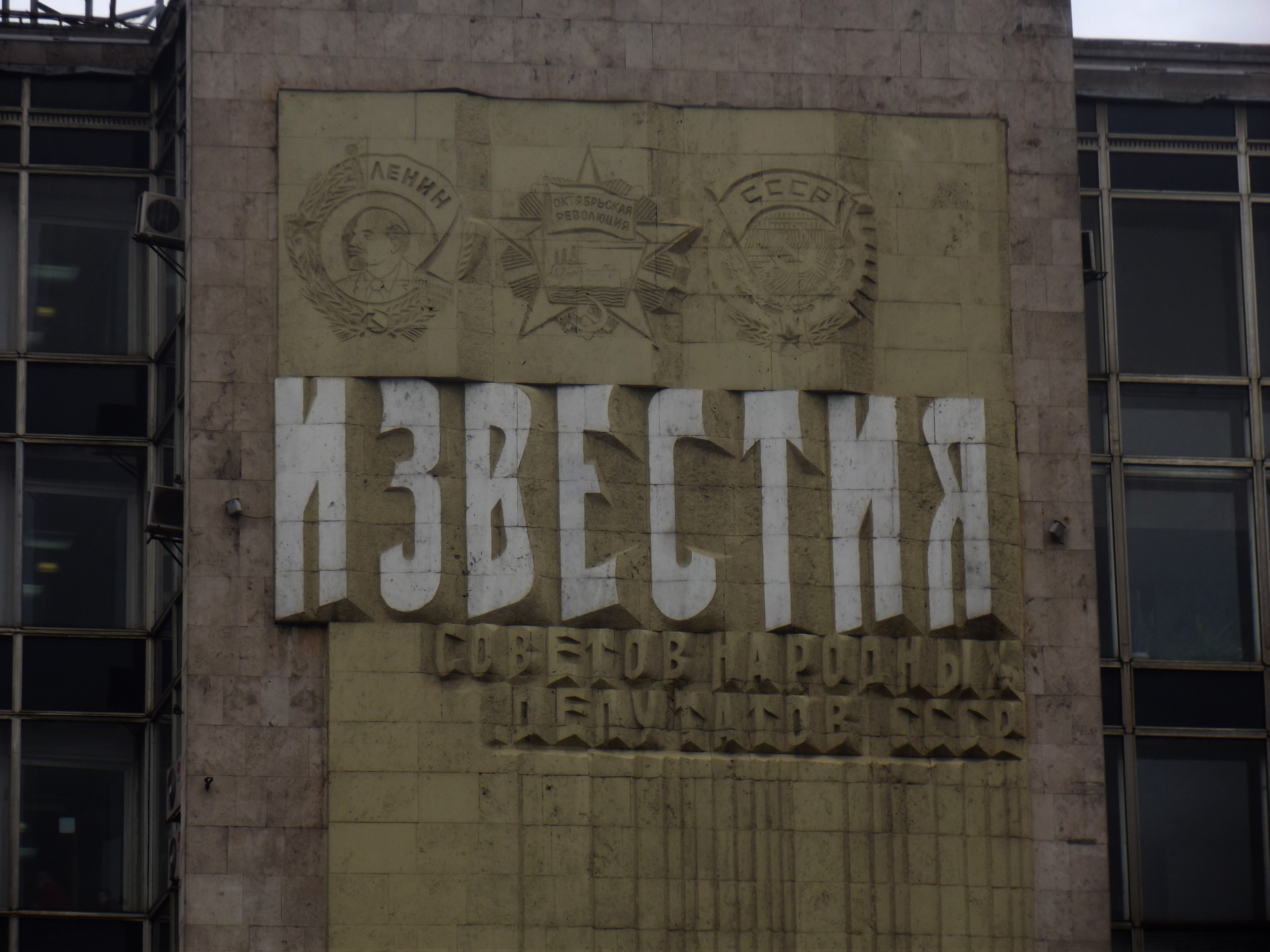
Барельєф на колишній будівлі редакції «Известия»

3 листопада 1992 року у процесі приватизації на основі «Известий» утворено ТзОВ "Редакція газети «Известия». Редакція розміщена у восьмиповерховій будівлі, побудованій у 1970-х роках, за адресою вул. Тверська, 18.
Історичну будівлю на Пушкінській площі, де раніше базувалася редакція, нині займає видавництво «Известия» Управління справами Президента Російської Федерації. Будівля споруджена у 1925—1927 роках за проєктом і під керівництвом архітектора Г. Б. Бархіна (1881—1969) і є однією з перших офісних будівель, зведених в Москві в радянський період у стилі конструктивізму .
У 1926—1927 роках у Москві був споруджений перший поліграфічний комбінат — друкарня газети «Известия». Друкарня діяльна, але газета «Известия» не друкується там з початку 1990-х років.
До травня 2008 року виданням володіла «Газпром-медіа». Потім власниками газети стали медіамагнат зі Санкт-Петербурга Юрій Ковальчук та група «Согаз».
26 жовтня 2009 року акціонери призначили головним редактором газети Віталія Абрамова, який раніше працював заступником генерального директора з регіонального розвитку «Російської газети». 2006 року на посаду заступника головного редактора взято керівника Інформаційного управління ЦВК партії «Єдина Росія» Іллю Кисельова. Володимир Мамонтов був призначений на спеціально створену для нього посаду президента газети. Владимир Мамонтов был переведён на специально созданный для него пост президента газеты.

### Айньюс

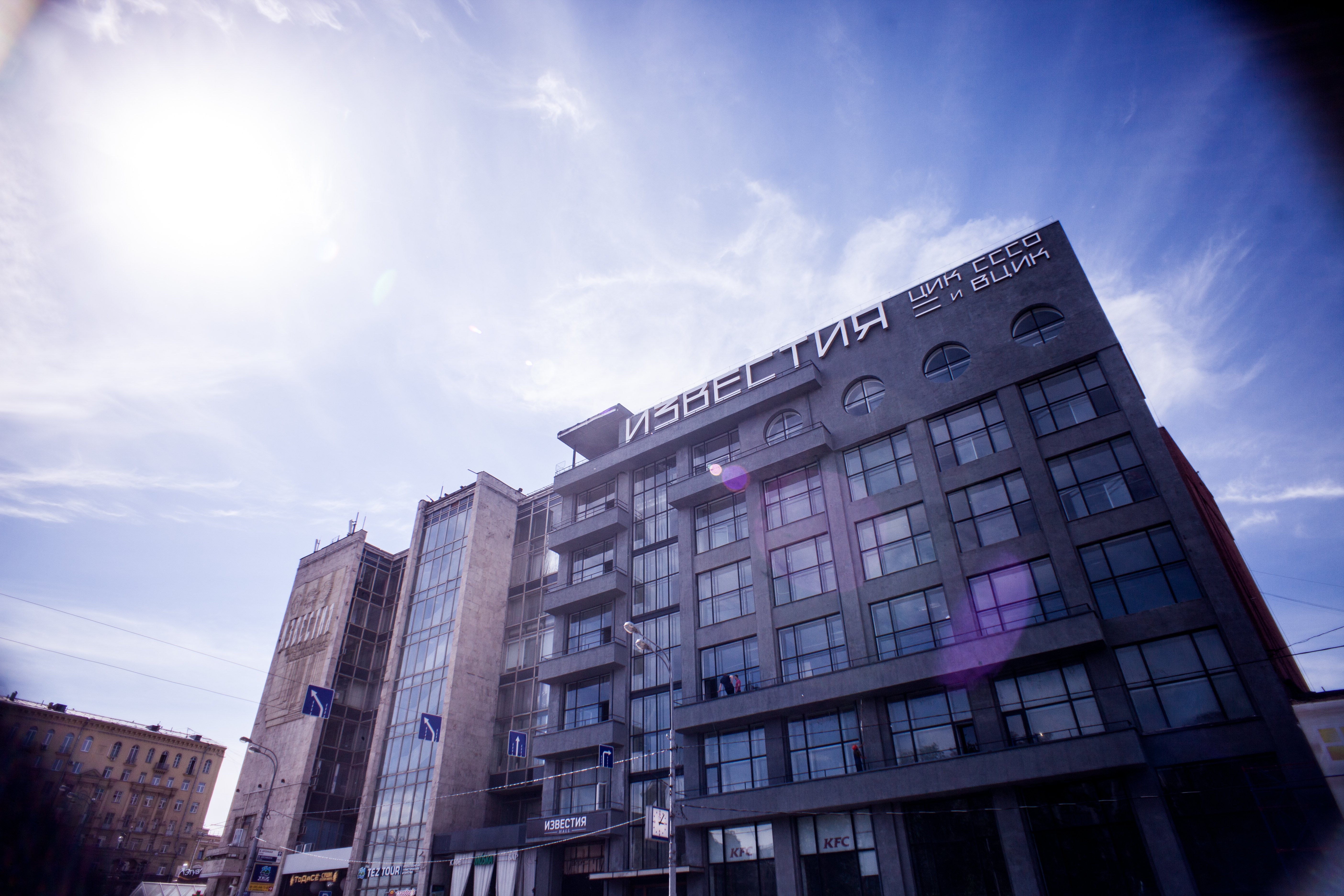
Колишня будівля редакції на Пушкінській площі

21 квітня 2011 року новим головним редактором газети призначено Олександра Малютіна.
29 квітня 2011 року голова ради директорів ВАТ «Известия» Арам Габрелянов заявив, що до 1 червня редакція переїде з будівлі на Тверській вулиці на 5-ю вулицю Ямського поля. Журналісти газети переїдуть в будівлю холдингу «Ньюс-Медіа» у промзоні на території заводу «Дукс» у Північному окрузі Москви, яким володіє А. Габрелянов і де розташовані редакції газет «Жизнь» і «Твой день». За словами Габрелянова, будівля на Пушкінській площі побудована ще у 1926 році не пристосована до випуску сучасної газети. Подальшу долю історичної будівлі вирішуватимуть акціонери.
5 червня 2011 року відбулися збори трудового колективу, де журналісти обрали своїм новим головним редактором Сергія Мостовщикова і відмовилися від підпорядкування Олександру Малютіну та Араму Габрелянову. Конфлікт виник у зв'язку з масовими скороченнями журналістів — лише 38 осіб, включно з верстальниками, з колишнього складу редакції були прийняті до ТОВ «Айньюс», яким володіє Арам Габрелянов і яке розпочало випуск газети «Известия». Доля інших двох сотень співробітників газети залишалася невирішеною.
7 червня видавничий дім «Айньюс» випустив свій перший номер газети «Известия». Малютін повідомив, що певний час газета буде виходити на восьми шпальтах, а потім перейде на дванадцять, при цьому всі рубрики залишаться.
Після переходу «Известий» під управління Габрелянова прибутки газети від реклами, передплати та продажу у роздріб знизилися: у 2010 році виручка за цими напрямками дорівнювала понад 340 млн руб., у 2012 році — 286,1 млн руб. Разом з тим видання припинило бути збитковим, порівняно з 2008—2011 роками. У 2015 році виручка «Известий» зросла на 3% до 325 млн руб., а чистий прибуток знизився на 22 % до 26,3 млн руб. За договором з виданням Габрелянов платив за використання комерційних прав і прав на товарні знаки газети 28,8 млн руб. на місяць плюс 10 % своїх доходів від використання цих прав, а «Известия» платили «News Media» ті ж 28,8 млн руб. на місяць за виробництво і випуск газети.
У лютому 2016 року новим головним редактором газети був призначений колишній заступник губернатора Калузької області Арсеній Оганесян, акціонери видання розраховували зробити з неї респектабельне й аналітичне ЗМІ. Влітку 2016 року редакція «Известий» переїхала на 3-й Павловський провулок, де розташований офіс телеканалу «РЕН ТВ».
Паралельно «Національна медіагрупа» оголосила про початок примусового викупу у міноритаріїв решти акцій «Известий», якими до цього часу залишалися «Стальпромсиндикат», "ИФ «Руссика-Известия» та не названі фізичні особи, які володіли 1,7 % акцій. Вартість газети в ході минулих викупів акцій за півтора року дорівнювала 675 000 руб.

## «Финансовые известия»
Починаючи з жовтня 1992 року спільно з британською «Financial Times» розпочато випуск тижневика «Финансовые известия». Творцем і першим головним редактором видання був Дмитро Мурзін. З вересня 1994 року газета виходила двічі на тиждень. 24 січня 1998 року «Financial Times» розірвала контракт з «Известиями» у зв'язку зі зміною орієнтації на американський ринок. З 28 квітня 1998 року видавалася «Известиями» самостійно. У 2001 та 2009 роках мали місце спроби реанімувати паперовий додаток «Финансовые известия». З 2002 по 2011 роки працював сайт finiz.ru (дзеркало fin.izvestia.ru) як самостійний інформаційний ресурс, на сторінках якого публікувалися зокрема матеріали паперової версії видання. Сайт finiz.ru входив до «ТОП 25» рейтингу «Рамблера», був номінантом на «Премію Рунету 2007». Після зміни власника газети у 2011 році «Финансовые известия» разом з іншими додатками та інтернет-сайтами «Известий» з багаторічним архівом припинили своє існування.

## Головні редактори
- Юрій Стеклов (Нахамкис) (березень—травень 1917)
- Федір Дан (травень—жовтень 1917)
- Юрій Стеклов (Нахамкис) (жовтень 1917 — травень 1925)
- Іван Скворцов-Степанов (травень 1925 — жовтень 1928)
- Іван Гронський (Федулов) (1928—1930) (в. о.)
- Максиміліан Савельєв (липень 1929 — липень 1930)
- Гаральд Крумін (Круминьш) (липень 1930 — квітень 1931)
- Іван Гронський (Федулов) (1931—1934), знятий з посади та за три роки арештований
- Микола Бухарін (лютий 1934 — січень 1937), знятий з посади та розстріляний
- Борис Таль (Криштал) (січень — листопад 1937), знятий з посади та розстріляний
- Яків Григорович Селіх (грудень 1937 — квітень 1941)
- Лев Ровінський (квітень 1941 — листопад 1944)
- Леонід Ільїчов (1944—1948)[20]
- Костянтин Губін (січень 1948 — травень 1959)
- Олексій Аджубей (травень 1959 — жовтень 1964) — знятий з посади після відставки тестя Микити Хрущова з посади Генерального секретара ЦК КПРС
- Володимир Степаков (жовтень 1964 — травень 1965)[21]
- Лев Толкунов (жовтень 1965 — лютий 1976)[22]
- Петро Алексєєв (лютий 1976 — лютий 1983)
- Лев Толкунов (лютий 1983 — квітень 1984)[22]
- Іван Лаптєв (квітень 1984 — квітень 1990)
- Ігор Голембіовський (квітень — травень 1990) (в. о.)
- Микола Єфимов (1990—1991), відсторонений від керівництва редакцією рішенням редколегії і трудового колективу за підтримку ДКНС[23]
- Ігор Голембіовський (серпень 1991 — липень 1997), залишив посаду разом з частиною журналістів після конфликту з акціонерами видання[24]
- Василь Захарько (липень 1997 — вересень 1998)
- Михайло Кожокін (вересень 1998 — 16 жовтня 2003)
- Раф Шакіров (жовтень 2003 — вересень 2004) — подав у відставку через розбіжності з акціонерами видання з приводу висвітлення газетою подій у Беслані[25]
- Володимир Бородін (вересень 2004 — листопад 2005)[26], наймолодший головний редактор «Известий», до квітня 2010 року — головний редактор газети «Труд»
- Володимир Мамонтов (листопад 2005 — жовтень 2009)
- Віталій Абрамов (жовтень 2009 — квітень 2011)
- Олександр Малютін (квітень 2011 — червень 2012)
- Олександр Потапов[27] (червень 2012 — серпень 2013)
- Олександр Малютін (серпень 2013 — грудень 2013[28][29])
- Олександр Потапов[30] (грудень 2013 — 1 лютого 2016)
- Арсеній Оганесян (1 лютого 2016 — 17 вересня 2018[31])
- Сергій Коротєєв (з 18 вересня 2018[32]).

## Критика
У травні 2009 року «TNS Media Intelligence» склала звіт з цитованості російських видань в ефірі центрального телебачення і радіо. Згідно дослідження, «Известия», разом з «Коммерсантом» та «Російською газетою», «є ключовими джерелами ділових і політичних новин в російському інформаційному просторі». Згідно з тим же дослідженням, за тривалістю цитувань видань «Известия» займають перше місце.
У травні 2007 року кандидат культурології Євген Андрєєв так схарактеризував «Известия»:

«Известия» є газетою, яка досить детально висвітлює події в країні та світі практично у всіх галузях суспільного життя — політиці, економіці, культурі, спорті, інформаційних технологіях та багатьох інших сферах. <…> Авторами текстів, окрім журналістського колективу, в даному виданні є люди, чиї імена досить відомі широкій аудиторії (Вольський, Ліфшиць, Хакамада та інші); вони є, у певній мірі, експертами, а, отже, на їх статті є підвищений попит.

На думку Андрєєва, «Известия» спрямовані на аудиторію з досить високим рівнем освіти, інтелігенцію, а «події, що освітлюються на шпальтах видання, висвітлюються незалежно й об'єктивно, що робить її привабливою для читача такого рівня».
Британський тижневик «The Economist» у зв'язку з вбивством Анастасії Бабурової у 2009 році писав про «Известия»:

… газета, в останні роки пройнята націоналізмом, конформізмом і цинізмом.

У січні 2010 року в редакційному коментарі інтернет-видання «Газета.Ru» «Известия» (а також «Комсомольська правда») віднесені до «старих радянських брендів», які, на думку видання, «деградували» і «не прогресували».
Політолог Олександр Кинєв, коментуючи зміну керівництва в 2011 році, назвав «Известия» "стінгазетою партії «Єдина Росія» і найбільш яскравим прикладом «деградації ролі преси в сучасній Росії».
У травні 2019 року сатирик Віктор Шендерович висміяв у своєму блозі тенденційні та брехливі новини газети «Известия», порівнявши їх з радянським агітпропом.

### Звинувачення в екстремізмі
У грудні 2009 року прокуратура Москви направила редакції газети застереження у зв'язку з публікацією про діяльність екстремістського релігійного об'єднання: прокуратура знайшла в статті «Нова Росія і нова Туреччина у новому світі», де схвалюється діяльність лідера екстремістського релігійного об'єднання «Нурджулар», зміст, «спрямований на приниження громадян за національною ознакою».
Президент редакції газети «Известия» Володимир Мамонтов заявив, що мова йде лише про вставку рекламного характеру: «жодного схвалення релігійних сект в цьому матеріалі я не пам'ятаю».

### Звинувачення у публікації замовних матеріалів
У вересні 2014 року група «Анонімний інтернаціонал» виклала в мережу два архіви з внутрішніми документами і листуванням з 5 лютого по 23 вересня 2014 року, що нібито належать співробітнику ВАТ «Московські інформаційні технології» (МІТ) Антону Бушуєву. Сама ж компанія пов'язана з міською адміністрацією Москви і спеціалізується на інформаційно-аналітичному супроводі роботи столичної влади. Згідно з цими даними, МІТ регулярно розміщує проплачені матеріали без будь-яких позначок про їх рекламний характер в цілому у 23 виданнях, серед яких є і «Известия».
Головний редактор видання Олександр Потапов заявив виданню «The Insider» про те, що одна зі зазначених статей є редакційним матеріалом, за який коштів сплачено не було. Але в рекламному відділі газети підтвердили наявність договору з МІТ, де вказані згадувані у листуванні винагороди за ці матеріали.

### Звинувачення у непрофесіоналізмі
24 липня 2015 року в газеті вийшла стаття Анастасії Кашеварової «Структури Фонду Сороса „зайшли“ в російські бібліотеки», присвячена роботі інституту «Відкрите суспільство» і виданих ним книгам Джона Кігана та Ентоні Бівора. Журнал «Такі Справи» виявив, що цей матеріал практично повністю ґрунтується на статтях про істориків з «Вікіпедії» та наведених в них цитатах критиків. При цьому, формулювання з цієї статті ще були взяті до уваги у наказі Міносвіти Свердловської області, яким вимагалося вилучення з бібліотек книг британських істориків.
У серпні 2015 року колишній генеральний директор «РБК» Сергій Лаврухін звинуватив репортера видання Ельдара Ахмадієва у вириванні своїх слів з контексту, через що в підсумковій статті медіаменеджеру приписали звинувачення в іноземному фінансуванні на адресу сайту «Meduza».

### Пропаганда
У листопаді 2023 року уряд Канади запровадив санкції проти Известий та низки інших російських видань за дезінформацію та військову пропаганду проти України.

## Санкції
У травні 2024 року ЄС запровадив санкції проти видання, заборонивши мовлення та публікації на території ЄС.